# Kenyel Brown
Kenyel William Brown (3. července 1979 – 28. února 2020) byl americký sériový vrah šesti lidí, přezdívaný „Metro Detroit Serial Killer“. Spáchal sebevraždu střelnou zbraní.

## Život
Brown se narodil 3. července 1979 do početné rodiny. Vyrůstal ve městě River Rouge. Na střední škole byl úspěšný hráč basketbalu. Po škole byl několikrát zatčen a odsouzen. 24. února 2020 byl poznán zaměstnanci knihkupectví, kteří zavolali policii. Po pronásledování se Brown střelil do hlavy, ovšem byl převezen do nemocnice, kde 4 dny po střelbě zemřel na komplikace způsobené střelným zraněním. Později bylo zjištěno, že roky byl policejním informátorem.

## Kriminální činy
Poprvé byl zatčen v roce 1997 kvůli napadení člověka, za to byl odsouzen na jeden rok ve vězení. Poté následoval trest za nelegální držení zbraně a kladení odporu při zatčení na 4 roky podmínečně. Poté byl zatčen za nelegální ozbrojování a prodej taseru. V roce 2000 byl zatčen za držení drog. V roce 2001 byl vyšetřován kvůli dopravní nehodě, při které zemřel člověk. V roce 2014 byl zatčen za držení zbraní a v roce 2018 za řízení vozidla pod vlivem drog.

## Vraždy
Vraždit Brown začal 7. prosince 2019, kdy zastřelil 31letého Lorena Hattingtona v River Rougue. Dne 30. ledna zastřelil Kimberly Greenovou (52) a Doriana Pattersona (48). Dne 18. února zastřelil jednou ranou do hlavy Garciuse Woodyarda. Dne 20. února zastřelil v obchodě s textilem Amira Thaxtona. Dne 21. února ukradl postupně dvě vozidla a 22. února zabil Eugene Jenningse, pravděpodobně kvůli drogám.